# گوی برج
گوی برج مربوط به سدهٔ ۶ ه‍.ق است و در مراغه، خیابان بهشتی، کوچه سیزیچیها واقع شده و این اثر در تاریخ ۱۵ دی ۱۳۱۰ با شمارهٔ ثبت ۱۳۸ به‌عنوان یکی از آثار ملی ایران به ثبت رسیده است.